# Hekeser Steine
De Hekeser Steine zijn twee neolithische megalithische bouwwerken in Nedersaksen, Duitsland. Ze liggen ten zuiden van Hekese (Berge) en ten noorden van Restrup (Bippen) in de Samtgemeinde Fürstenau, Landkreis Osnabrück. De hunebedden zijn onderdeel van de Straße der Megalithkultur.
Het zijn de enige twee hunebedden in Duitsland die verbonden zijn door een steenrij. 

## Kenmerken
Beide kamers zijn van het type Emsländische Kammer. De vorm van beide kamers is licht trapezoïde en ze hebben negen dekstenen. De twee buitenste en de middelste deksteen hebben een driepuntsverbinding met de draagstenen, de overige dekstenen vormen een juk met de draagstenen.

## Noord (B)
De noordelijkste kamer (Sprockhoff-Nr. 883) is relatief goed behouden. Van de 20 behouden draagstenen staan veel nog in situ. Van de zeven bewaarde dekstenen ligt nog één op de draagstenen, de overige dekstenen zijn in de kamer gevallen en gedeeltelijk gebroken. De kamer is 19 meter lang en 3,5 tot 2,7 meter breed. De toegang van het ganggraf is in het midden van de zuidwestelijke lange zijde geweest, hier is een opening.

## Zuid (A)
Ongeveer 50 meter ten zuiden van de noordelijke kamer ligt een ander, ook relatief goed behouden, ganggraf (Sprockhoff-Nr. 884). Deze kamer is 20 meter lang en 2,6 tot 3 meter breed. Elf draagstenen vormen de zuidwestelijke lange zijde, de noordoostelijke lange zijde wordt gevormd door negen draagstenen. Enkele zijn omgevallen, dit is ook gebeurd met de sluitstenen. Alle negen dekstenen zijn bewaard gebleven, maar ze zijn in de kamer gevallen. De toegang lag waarschijnlijk in het midden van de zuidwestelijke lange zijde. 

## Steenrij
Zeer ongewoon is de steenrij, die tussen beide kamers is geplaatst. De menhirs verbinden de beide kamers door middel van een 53 meter lange, niet geheel complete, lichtgebogen rij. Men heeft de steenrij gezien als resten van een krans rond beide hunebedden, maar ze zijn juist gelinkt aan de assen van de kamers en niet aan de zijkanten hiervan.
In West-Europa zijn vergelijkbare steenrijen, maar in Midden-Europa is er slechts één vergelijkbare steenrij bekend. Deze stond tussen de Großsteingräbern 8 und 9 bij Emmendorf in Landkreis Uelzen. De megalithische bouwwerken werden in de 19e eeuw vernietigd. Er zijn op beide plekken geen onderzoeken uitgevoerd, daardoor blijft de functie van de steenrij onbekend.

## Afbeeldingen

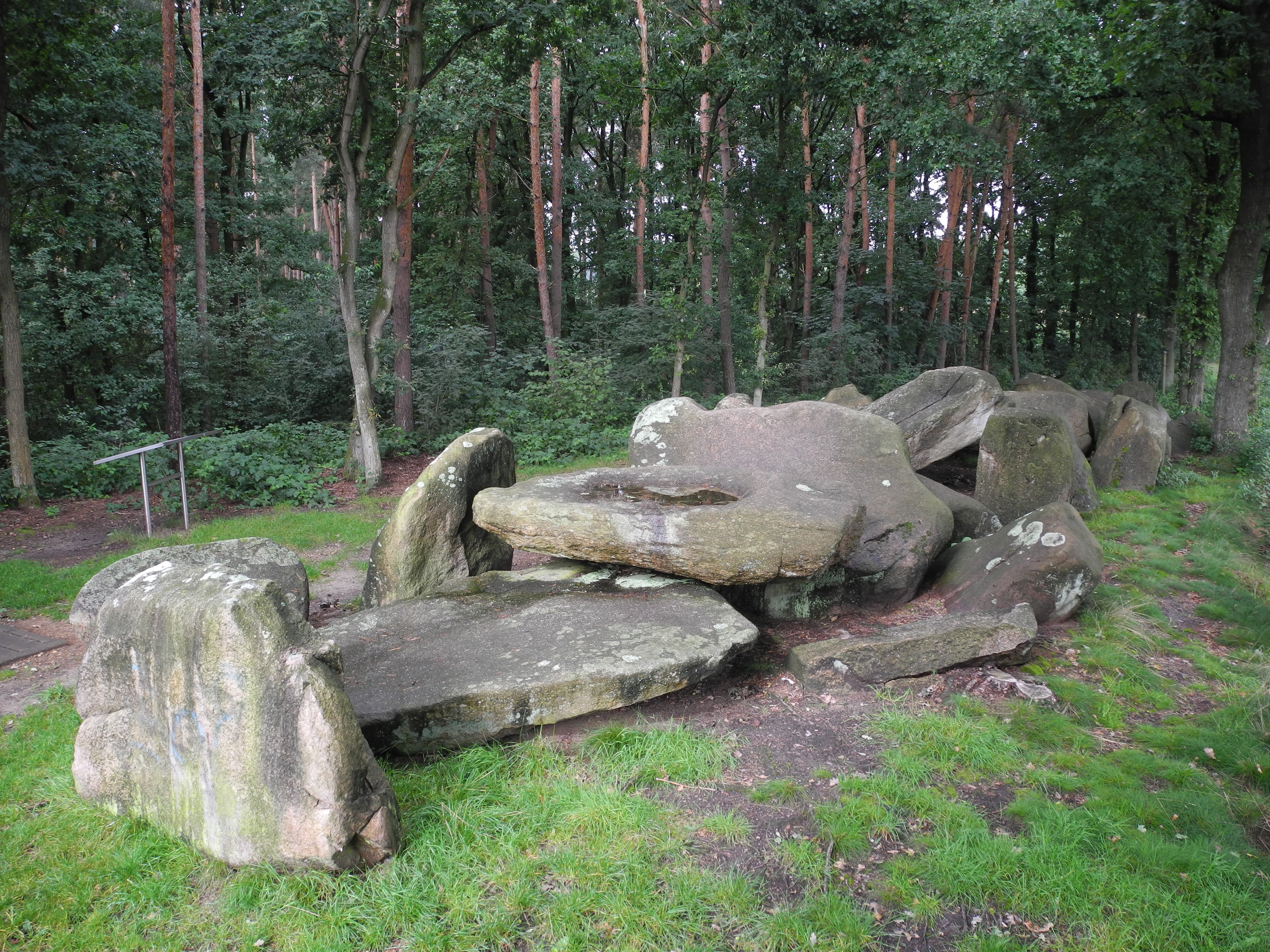
De zuidelijke kamer (A)
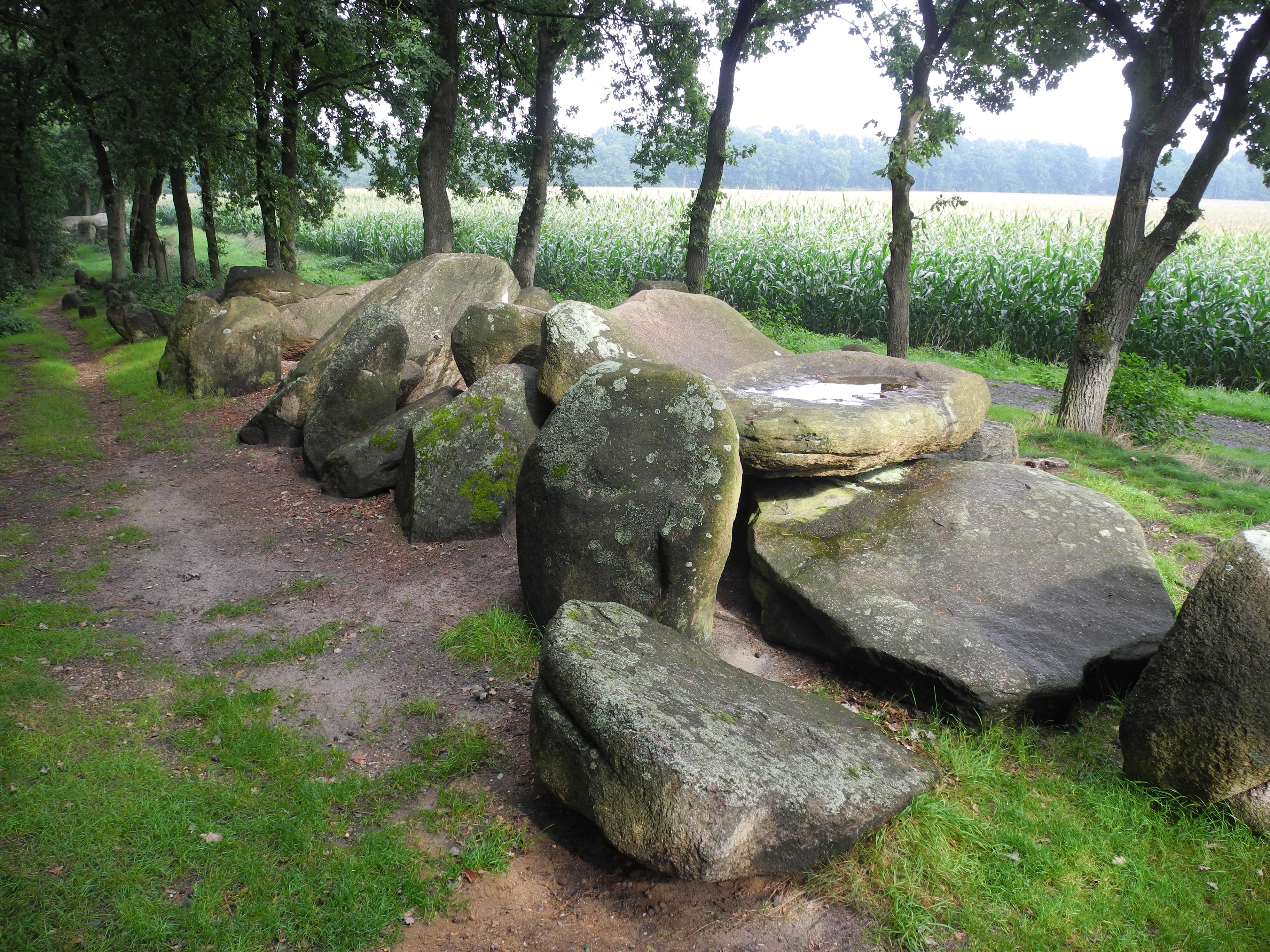
De zuidelijke kamer (A)
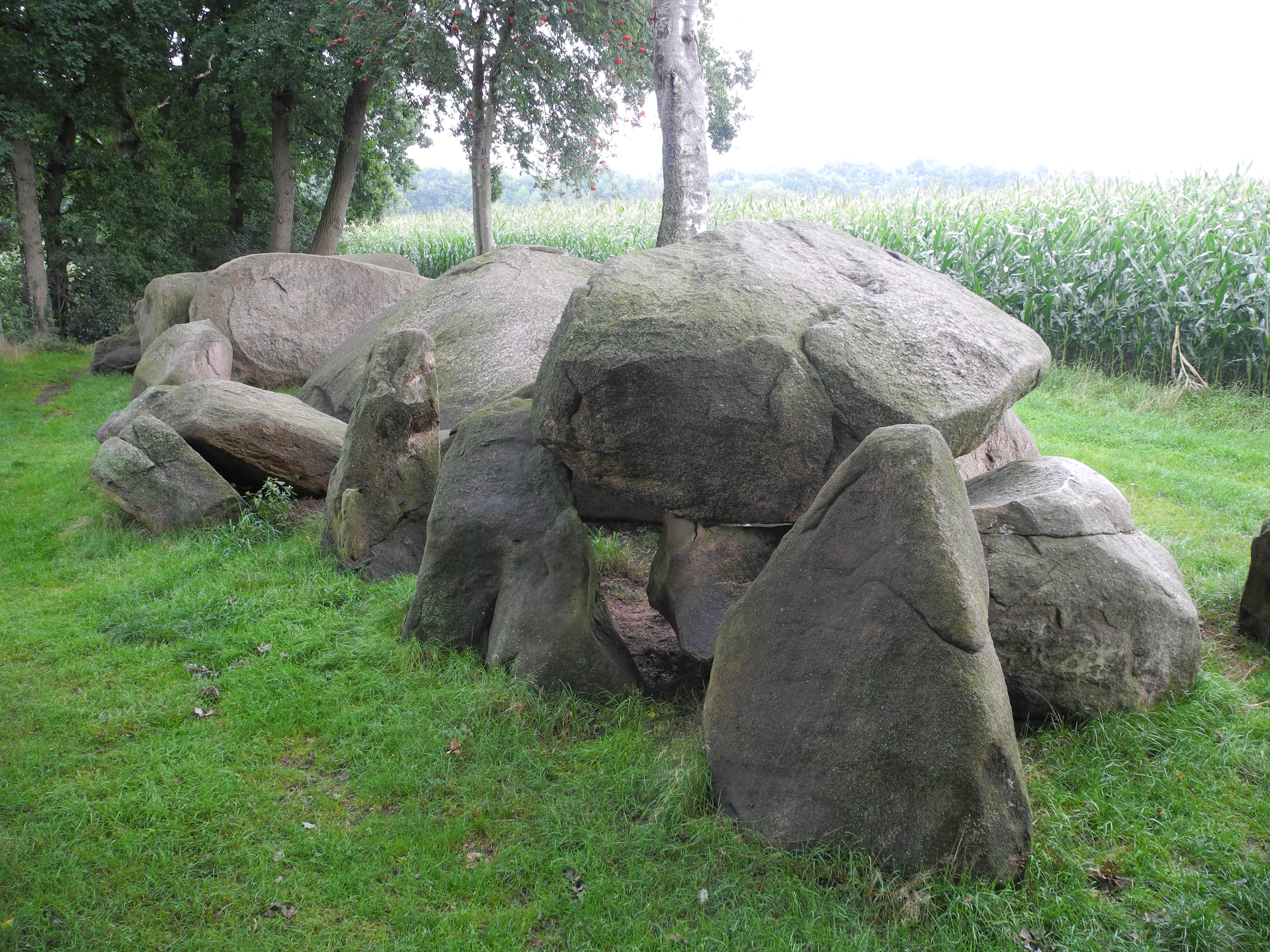
De noordelijke kamer (B)
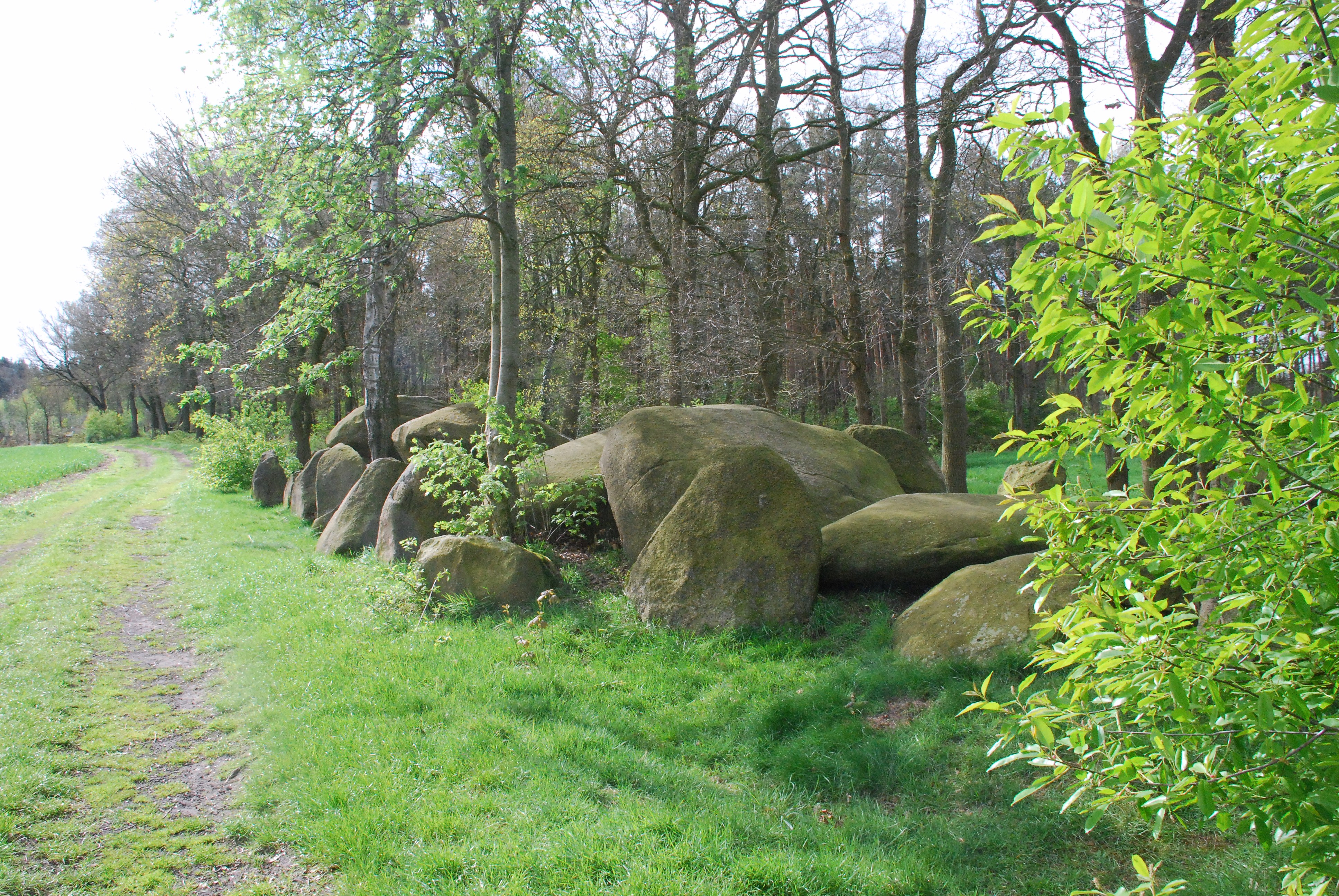
De noordelijke kamer (B)
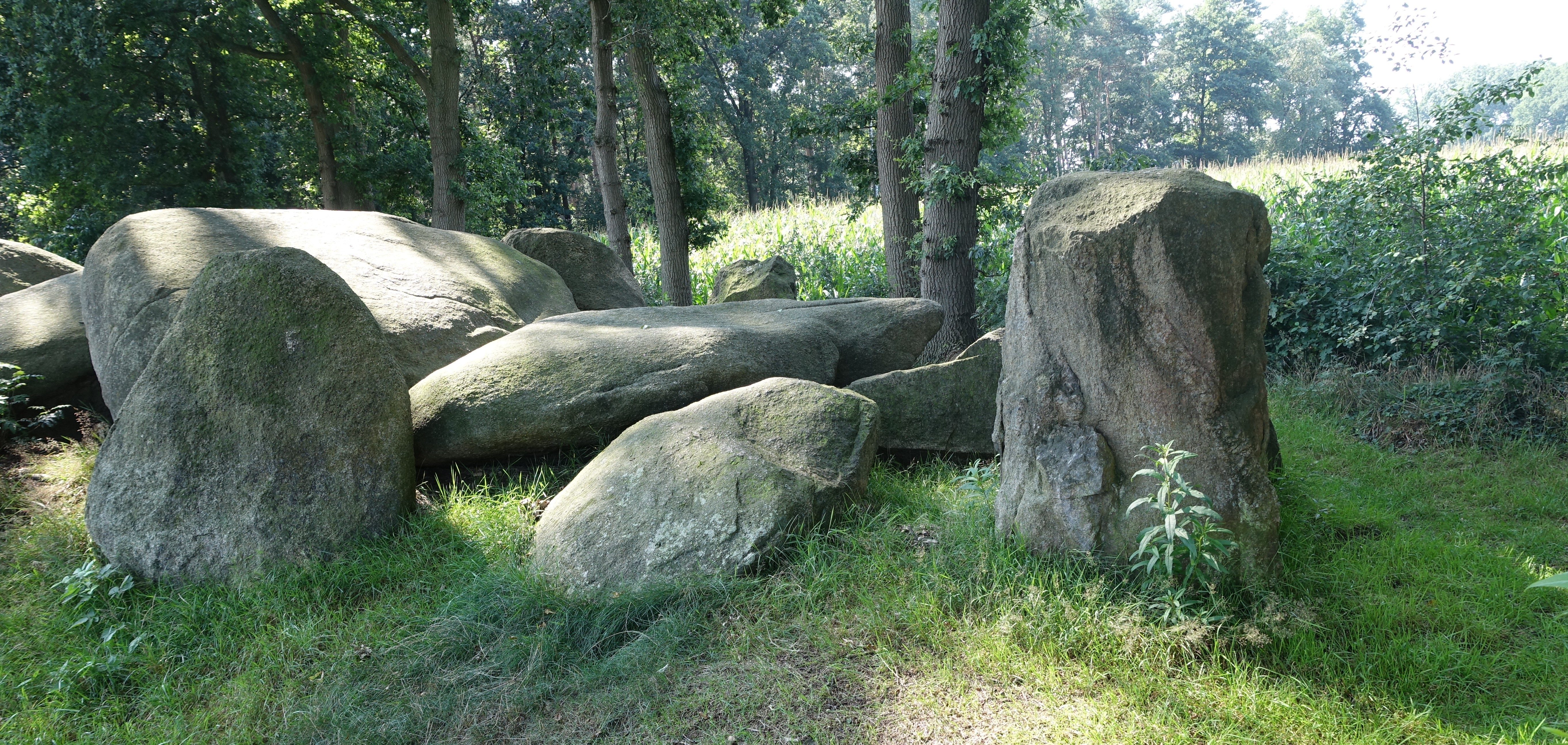
De noordelijke kamer (B)